# یوهی سوزوکی (بازیکن فوتبال، زاده ۱۹۸۳)
یوهی سوزوکی (ژاپنی: 鈴木 洋平؛ زادهٔ ۱۴ اکتبر ۱۹۸۳) یک بازیکن فوتبال اهل ژاپن است.
از باشگاه‌هایی که در آن بازی کرده‌است می‌توان به باشگاه فوتبال کاوازاکی فرونتال اشاره کرد.